# Darren Barr
Darren Barr (Glasgow, 17 de março de 1985) é um futebolista escocês. Joga no Falkirk Football Club.